# Rødby
Rødby er en by og tidligere købstad på Lolland med 1.957 indbyggere  (2024) beliggende i Lolland Kommune, Region Sjælland. Rødby befinder sig i en landskabsmæssig flad del af Lolland nær det tidligere Rødby Nor, nu inddæmmet. Den var tidligere havneby. Siden man i 1900-tallet besluttede at tørlægge det store område, har en pumpestation ved Kramnitse sørget for at holde noret og Rødby Fjord tørt for vand, ikke mindst for at undgå oversvømmelser i byen. Det har dog også betydet, at den gamle købstad endegyldigt mistede sin direkte forbindelse til havet.
Rødby er i dag en lille by. Fra tiden som havneby, findes flere gamle pakhuse og købmandsgårde, bl.a. Willers Gård fra 1729, som i dag fungerer som turistbureau. Rødby Kirke stammer fra middelalderen og blev ombygget i 1632, 1728 og i 1800-tallet. Tårnet er 38 meter højt.
Fra byen er der ca. 5 kilometer til havnebyen Rødbyhavn og ca. 12 kilometer til Maribo.

## Historie

### Oprindelse
I Kong Valdemars Jordebog fra 1231 er Rødby opført med navnet Ruthby. Forstavelsen angiver på sjællandsk middelalderdansk en (skov)rydning. Bynavnet betyder således at Rødby er opført på et tidligere skovområde.

### Middelalderen
I de første århundreder var Rødby en handelsplads og et vigtigt færgested til Holsten for skandinaviske rejsende, der skulle videre til den centrale del af Europa. Denne vigtige position gjorde at Christian 1. i 1454 gav byen visse frihedsrettigheder til "ligesom købmænd" at handle med tyskerne, og senere i 1506 udvidedes rettighederne til også at gælde handel med "bønder og udenlandske købmænd". I 1517 stadfæstede Christian II byens gamle rettigheder og gav den halvdelen af Langø til evig brug. I 1528 bekræftedes atter privilegierne. Hvad der gav byen nogen betydning på den tid, var, at den var toldsted og overfartssted til Holsten og Femern, idet Overfarten foregik over dens udhavn Dragsminde — der dog efterhånden sandede til og endelig 1749 blev nedlagt. I 1555 blev Rødbys borgere fritaget for at betale Den store Told, når de rejste ud med redskaber og husdyr benyttet til eget avlsbrug. ved Kongebrev af 24. august 1557 blev det i anledning af, at indbyggerne havde beklaget sig over, at de måtte svare afgift både som borgere og bønder, bestemt, at de, som give landgilde m. m., skulle fritages for borgerlige tynger (bidrag til skibes udrustning), men de, som drive købmandsskab, skulle svare til al tynge som købstadsmænd. I 1656 siger Arent Berntsen i "Danmarckis oc Norgis Fructbar Herlighed", at Rødby før kun ansås som en fornem landsby, men at den nu gemenligen regnes for købstad. Den blev dog snarest ved at være en bondeby.

### Under enevælden
I et kongebrev af 24. januar 1551 siges, at da Rødby for størstedelen var afbrændt, skulle det undersøges, om det ikke var bedre at lægge byen nærmere ved stranden. Købstadsrettighederne fik Rødby først i 1682. Byen ramtes i 1694 af en voldsom stormflod som ødelagde store dele af dens næringsliv. Rødbys borgere søgte derfor om lettelser på skatten, da man var ude af stand til at genetablere byens økonomi uden hjælp. Den ene ulykke efter den anden ramte Rødby i 1700-tallet. Byens latinskole lukkede i 1740. Trods oversvømmelserne begyndte Rødby Fjord efterhånden at sande til, hvilket gjorde at byens udhavn ved Dragsminde lukkede i 1749 og efterfølgende flyttedes til Kramnitse. I 1774 hærgede og ødelagde en brand det meste af købstaden, blandt andet byens gamle bindingsværksrådhus med tilhørende arkiv, der for evigt gik tabt. Det sendte mange rødbyborgere på flugt fra området i dyb armod, og historikere mener at udtrykket "herregud, er du fra Rødby ?" stammer fra denne periode. 1776 kaldes den "denne over alle uanselige Købstad", og endnu 1833 karakteriseres den som mere lignende en landsby, da de fleste huse var stråtækte. Indtil 1735 havde den byfoged fælles med Maribo.
Den manglende havn ved Rødby medførte at befolkningen måtte bruge Bandholm som udskibningshavn for landbrugsprodukter, og det gjorde Rødbyområdet uattraktivt at handle med i længden. På denne måde blev den lille købstad fastholdt i fattigdom.

### Den tidlige industrialisering
Rødbys befolkning var stigende i slutningen af 1800-tallet og men stagnerede i 1860-erne og senere: 1.339 i 1850, 1.545 i 1855, 1.578 i 1860, 1.553 i 1870, 1.796 i 1880, 1.837 i 1890, 1.726 i 1901, 1.745 i 1906 og 2.020 i 1911.
Indbyggernes næringsveje var i 1890: 132 levede af immateriel virksomhed, 556 af håndværk og industri, 261 af handel og omsætning, 7 af fiskeri, 580 af jordbrug, 241 af andre erhverv, 27 af deres midler, 30 nød almisse, og 3 sad i fængsel. Ifølge en opgørelse i 1906 var indbyggertallet 1.745, heraf ernærede 87 sig ved immateriel virksomhed, 571 ved landbrug, skovbrug og mejeridrift, 9 ved fiskeri, 630 ved håndværk og industri, 289 ved handel med mere, 59 ved samfærdsel, 32 var aftægtsfolk, 62 levede af offentlig understøttelse og 6 af anden eller uangiven virksomhed.
Af fabrikker og industrielle anlæg havde byen i 1855 kun 2 brændevinsbrænderier. I 1872 nævnes af fabrikker bomulds- og linnedvæverier samt 1 bogtrykkeri der udgav "Rødby Avis". Af fabrikker og industrielle anlæg havde byen ved århundredeskiftet 1 uldspinderi, 1 bryggeri og 1 bogtrykkeri, hvorfra blev udgivet "Rødby Avis" (et andet blad, "Rødby Dagblad", blev udgivet i Nykøbing).
Et hårdt slag for byen indtraf i 1872. Her blev Rødby og den øvrige del af det sydlige Lolland og Falster ramt af den voldsomste stormflod nogensinde og adskillige menneskeliv gik tabt ved den lejlighed. Da de værste eftervirkninger af stormen var ovre, indledtes byggeriet af et 63 kilometer langt dige langs den sydlige del af Lollands kyst, og man påbegyndte ligeledes en afvanding af Rødby Fjord. Tørlægningen fuldbyrdedes i 1966 og i dag strækker digerne sig fra halvøen Hyllekrog i øst til tangen Albuen i vest. I begyndelsen af 1900-tallet havde Rødby et lille skibsværft, men det lukkede igen på grund af afvandingen.
I 1912 forlængedes jernbaneforbindelsen fra Nykøbing Falster til den nyanlagte Rødbyhavn og det satte en smule mere gang i områdets økonomiske vækst.

### Mellemkrigstiden
Gennem mellemkrigstiden var Rødbys indbyggertal voksende: i 1916 2.110, i 1921 3.290, i 1925 2.750, i 1930 3.108, i 1935 3.060, i 1940 3.443 indbyggere. Men samtidig skete der en vækst i forstæderne Ringsebølle i Ringsebølle Sogn og Sædinge i Sædinge Sogn, hvor der bosatte sig en række personer med arbejde i Rødby.
| År                                  | 1916  | 1921  | 1925  | 1930  | 1935  | 1940  |
| ----------------------------------- | ----- | ----- | ----- | ----- | ----- | ----- |
| Rødby købstad                       | 2.110 | 3.290 | 2.750 | 3.108 | 3.060 | 3.443 |
| Ringsebølle by (i Ringsebølle Sogn) | -     | 148   | 153   | 134   | 129   | 127   |
| Ringsebølle by (i Sædinge Sogn)     | -     | 229   | 241   | 249   | 246   | 224   |
| Rødby med forstæder                 | 2.110 | 3.438 | 3.144 | 3.491 | 3.435 | 3.794 |

Ved folketællingen i 1930 havde Rødby 3.108 indbyggere, heraf ernærede 280 sig ved immateriel virksomhed, 874 ved håndværk og industri, 284 ved handel mm, 189 ved samfærdsel, 630 ved landbrug, skovbrug og fiskeri, 214 ved husgerning, 577 var ude af erhverv og 60 havde ikke oplyst indkomstkilde.
| Næringsveje         | Landbrug m.v. | Håndværk, industri | Handel og omsætning | Transport | Immateriel virksomhed | Hus- gerning | Ude af erhverv | Uangivet | I alt |
| ------------------- | ------------- | ------------------ | ------------------- | --------- | --------------------- | ------------ | -------------- | -------- | ----- |
| Rødby købstad       | 630           | 874                | 284                 | 189       | 280                   | 214          | 577            | 60       | 3.108 |
| Ringsebølle         | 3             | 47                 | 6                   | 18        | 5                     | 14           | 41             | 0        | 134   |
| Sædinge             | 17            | 72                 | 49                  | 20        | 10                    | 25           | 53             | 3        | 249   |
| Rødby med forstæder | 650           | 993                | 339                 | 227       | 295                   | 253          | 671            | 63       | 3.491 |

### 2. verdenskrig
I 1941 under Danmarks Besættelse påbegyndtes Fugleflugtlinjens motorvejsprojekt mellem København og Hamborg, der skulle gå via Rødbyhavn og Femern Bælt. Med Tysklands nederlag i 2. verdenskrig gik dette projekt midlertidigt i stå.

### Efterkrigstiden
Efter 2. verdenskrig fortsatte Rødby sin befolkningsudvikling. I 1945 boede der 3.511 indbyggere i købstaden, i 1950 3.349 indbyggere, i 1955 3.392 indbyggere, i 1960 3.551 indbyggere og i 1965 4.692 indbyggere. Desuden fortsatte forstæderne deres udvikling.
| År                  | 1945  | 1950  | 1955  | 1960  | 1965  |
| ------------------- | ----- | ----- | ----- | ----- | ----- |
| Rødby købstad       | 3.511 | 3.349 | 3.392 | 3.551 | 4.692 |
| Sædinge             | 231   | 264   | 264   | 305   | 353   |
| Ringsebølle         | 133   | 124   | 139   | 186   | 209   |
| Rødby med forstæder | 3.875 | 3.737 | 3.795 | 4.042 | 5.254 |

Fugleflugtslinjen startede først op igen i 1963 med udvidelsen af Rødbyhavn til en egentlig færgehavn. For Rødby betød det at man fra dette årstal pludselig fik genskabt en vigtig adgang til Østersøen via færgeforbindelsen til Puttgarden og Femern.

### Nyere tid
På trods af de forbedrede trafikale forhold, er det aldrig rigtigt lykkedes for Rødby at fastholde noget større industri i området. Det er primært Rødbyhavns udskibning af landbrugsprodukter og færgehavnen, der har skabt arbejdspladser for de to byers befolkninger. Også turismen spiller en central rolle, idet lystsejlere, badegæster og logerende på Lalandia er hyppige feriegæster i Rødby.
Det forventes at Rødby vil blive økonomisk påvirket, når Femern Bælt-forbindelsen til Tyskland efter planen skal stå færdig i 2028, men hvor kraftig væksten bliver står foreløbigt hen i det uvisse.[kilde mangler]

## Transport og infrastruktur
Rødby ligger tæt ved motorvej E47 samt sekundærruterne 153 og 291.
Selve Rødby har ikke længere nogen station (blev tidligere betjent af Maribo-Rødby og Nakskov-Rødby), men Rødby Færge Station i Rødbyhavn er endestation for regionaltog fra København.
Efter inddæmningen er der ingen kystlinje ved Rødby, og man har derfor anlagt Rødbyhavn ca. 5 km syd for byen. Fra Rødbyhavn går færgeruten Rødby-Puttgarden.

## Uddannelse
I 2011 blev Holeby og Rødbys 7., 8. og 9. klasser lagt sammen på Rødby skole.

## Kultur

### Attraktioner og seværdigheder
Rødbyområdets ubetinget største attraktion er feriecentret Lalandia, der åbnede i 1988, vest for Rødbyhavn ved Fehmern Bælt.
I Nørregade findes Stormflodssøjlen, der viser, hvor højt vandet stod inde i købstaden, i 1872.
I Tågerup lidt uden for byen ligger Polakkasernen, der belyser livet for de polakker, der kom til Lolland for at arbejde som sæsonarbejdere med sukkerroeproduktionen på øen.
I Østergade 65 ligger det gamle velbevarede Pakhus, som er fra ca. 1700 og hævet/nybygget i 1853. Der er fundet et arkæologisk bolværk ved grunden af Pakhuset fra den tid, hvor man sejlede varer til og fra Pakhuset via Rosenåen. I dag er Pakhuset borgernes kulturhus, og i juni 2017 indviedes et minimuseum med Rødbys historie fra havneby til nutidens købstad, inddæmningens historie, historien om det sydlollandske dige efter stormfloden i 1872 og Pakhusenes kulturhistorie.

### Sport
Byen har fodboldklubben Sydalliancen spiller på Rødby Stadion, hvor der er plads til 1500 mennesker.